# Файърстоун
 Тази статия е за американската компания.  За града в САЩ вижте Файърстоун (град).  
„Файърстоун“ (на английски: Firestone Tire and Rubber Company) е компания в Нашвил, щата Тенеси, САЩ.
Тя е производител на гуми за автомобилостроенето, селското стопанство, тежкотоварни камиони и автобуси, както и изделия от гума за промишлеността. Компанията произвежда и спортни гуми за автомобилните спортове. През годините е основен доставчик на гуми за автомобилния концерн Форд.
Основана е от Харви Файърстоун през 1900 г. за производство на пневматични гуми. е сред най-големите производители на автомобилни гуми в света в историята. През 1988 г. е продадена на японската корпорация „Бриджстоун“.

## Във „Формула 1“
|            | Участия | Победи | ПП | НБО | Точки | Бр. Пилоти | Бр. Отбори | Бр. Двигатели |
| Файърстоун | 120     | 49     | 60 | 53  | 783   | 198        | 55         | 15            |
| ---------- | ------- | ------ | -- | --- | ----- | ---------- | ---------- | ------------- |